# Жаћ Жја
Жаћ Жја (виј. Rạch Giá) је град у Вијетнаму у покрајини Кијен Жјанг. Према резултатима пописа 2009. у граду је живело 250.660 становника.